# Strage delle Fosse del Frigido
La Strage delle Fosse del Frigido è la fucilazione di 159 prigionieri detenuti nel castello Malaspina di Massa tra il 10 e 16 settembre 1944, avvenuta lungo il letto del fiume Frigido, effettuata dalle SS in ritirata dopo lo sfondamento del fronte versiliese il 2 settembre da parte degli Alleati.

## Storia
Nel 1944 il carcere penale che si trovava presso la stazione ferroviaria venne sgombrato a seguito dei continui attacchi dei partigiani e per il timore che i bombardamenti alleati alla ferrovia potessero favorire la fuga dei prigionieri.
La rocca Malaspina che sovrasta la città si trovò ad essere l'unico luogo adatto a fungere da carcere cittadino.
Vi si trovavano sia i cosiddetti "politici", ovvero antifascisti di varia estrazione, sia i carcerati che provenivano dal vecchio carcere penale; essi erano per lo più di detenuti comuni, a volte condannati per lievi reati connessi allo stato di guerra (così come una donna, originaria di Zeri, che era ristretta nella sezione femminile del carcere giudiziario per aver macellato clandestinamente un maiale senza pagare il dazio). 
Vi si trovavano in gran parte vecchi e malati, ovvero tutti quelli che non erano riusciti ad approfittare degli assalti partigiani per prendere l'iniziativa e scappare.
La struttura era quasi invivibile: il sovraffollamento era insopportabile, l'acqua potabile e il cibo insufficienti e le condizioni igieniche disastrose.
Responsabili del carcere era la Feldgendarmerie, ovvero la polizia militare, appartenente alla 16ª divisione volontari delle Waffen SS di fanteria meccanizzata o Panzergrenadier "Reichsführer", la stessa che sarà responsabile di molte altre stragi ai danni dei civili in tutta l'alta Toscana tra cui quella di Bergiola che si consumerà proprio nelle stesse ore.
Con l'avvicinarsi del fronte il 2 settembre 1944 le autorità tedesche avevano ordinato lo sfollamento dell'intera popolazione di Massa: entro il 15 settembre gli abitanti avrebbero dovuto lasciare la città e dirigersi verso Parma. Le SS a breve avrebbero dovuto lasciare il posto alle truppe regolari.
Nei primi otto giorni di settembre arrivarono 80 prigionieri: personalità in vista dell'antifascismo livornese, pisano e lucchese e molti religiosi provenienti soprattutto dalla Certosa di Lucca, tra cui don Giorgio Bigongiari.
Alcuni dei prigionieri erano stranieri: partigiani greci, albanesi e libici; i tedeschi avevano deciso che ogni prigioniero era un intralcio per la propria ritirata e che nessuno doveva sopravvivere.
Domenica 10 settembre 74 detenuti politici vennero prelevati a scaglioni uno dopo l'altro e portati in luoghi non lontani per essere fucilati e sepolti in fosse comuni improvvisate: tra questi morirono anche 10 monaci certosini (vedi anche Strage di Farneta).
Il 16 di settembre fecero salire i restanti prigionieri su dei camion lasciando credere che si trattasse di un trasferimento del carcere in Italia settentrionale. In realtà vennero portati a poca distanza: sulle rive del torrente Frigido, presso la chiesa di San Leonardo.
L'uso dei camion si giustifica con l'intenzione di rendere credibile la menzogna del trasferimento e per la necessità di spostare molti prigionieri che erano costretti su delle barelle o che non potevano camminare senza l'ausilio di stampelle.
Sui bordi di tre crateri scavati da un bombardamento alleato vennero allineate 159 persone, falciate poi dai mitragliatori, gettati dentro le buche e i corpi ricoperti di terra.
Solo tre detenuti si salvarono: erano gli inservienti del maresciallo delle SS, l'infermiere, il cameriere e l'autista. Vennero risparmiati in virtù dei loro buoni servigi.
Le salme furono riesumate soltanto nel 1947, dal 27 gennaio al 20 marzo, ed identificate grazie all'opera preziosa di monsignor Angelo Ricci, cappellano del carcere.